# رخوت (المهرة)

تعديل مصدري - تعديل

رخوت هي إحدى قرى مديرية المسيلة التابعة لمحافظة المهرة، بلغ تعداد سكانها 290 نسمة حسب تعداد اليمن لعام 2004.